# Nicole Mikisch
Nicole Mikisch (Toronto, 10 mei 1967) is een atleet uit Duitsland.
Op de Olympische Zomerspelen 1984 liep Mikisch onder de naam Nicole Leistenschneider voor West-Duitsland op de 4x400 meter estafette. Ze behaalden de bronzen medaille. Mikisch liep zelf alleen in de heats, en niet in de finale.
Ook bij de (West)-Duitse nationale kampioenschappen liep Mikisch op de estafette, en werd ze drie maal nationaal kampioene, in 1989 op de 4x400 meter, en in 1990-91 op de 3x800 meter.

## Persoonlijk record
- 500 meter: 52,67 (1983)

## Privé
Mikisch huwde met hordeloper Sven-Teja Mikisch.
- Gemeinsame Normdatei: 173050751
- World Athletics: 14344943
- International Standard Name Identifier: 0000 0003 5771 4058
- Virtual International Authority File: 200233427
- WorldCat: E39PBJp66qKJDythTgWqtRKjmd